# Đurmanec
Đurmanec je općina u Hrvatskoj, u Krapinsko-zagorskoj županiji.

## Stanovništvo
Prema popisu stanovništva iz 2001. godine, općina Đurmanec imala je 4481 stanovnika, raspoređenih u 13 naselja:
- Donji Macelj – 558
- Đurmanec – 910
- Goričanovec – 298
- Gornji Macelj – 259
- Hlevnica – 277
- Hromec – 426
- Jezerišće – 136
- Koprivnica Zagorska – 108
- Lukovčak – 229
- Podbrezovica – 303
- Prigorje – 339
- Putkovec – 231
- Ravninsko – 407

| broj stanovnika | 2966  | 3242  | 3686  | 3916  | 4424  | 4879  | 4775  | 5474  | 5281  | 5340  | 5113  | 5182  | 4883  | 4759  | 4481  | 4235  | 3781  |
|                 | 1857. | 1869. | 1880. | 1890. | 1900. | 1910. | 1921. | 1931. | 1948. | 1953. | 1961. | 1971. | 1981. | 1991. | 2001. | 2011. | 2021. |

| broj stanovnika | 322   | 350   | 395   | 420   | 427   | 453   | 447   | 583   | 588   | 639   | 685   | 780   | 823   | 927   | 910   | 836   | 786   |
|                 | 1857. | 1869. | 1880. | 1890. | 1900. | 1910. | 1921. | 1931. | 1948. | 1953. | 1961. | 1971. | 1981. | 1991. | 2001. | 2011. | 2021. |

## Promet
Kroz Đurmanec prolazi pruga Zabok – Krapina – Rogatec. Od 2014. putnički vlakovi prometuju na relaciji Đurmanec – Rogatec – Celje. Hromec je zadnje stajalište prije državne granice. Krajem 2019. Vlada Republike Hrvatske najavila je financiranje projekta revitalizacije i elektrifikacije pruge Zabok – Hromec – državna granica.

## Poznate osobe
- Branko Mikša (1947.), gospodarstvenik, bivši hrvatski političar (HDZ) i gradonačelnik Zagreba
- Roman Leljak (1964.), slovenski publicist

## Obrazovanje
- Osnovna škola Đurmanec

## Zdravstvo
Nedaleko od mjesta djeluje terapijska zajednica (komuna) udruge „Moji dani” za rehabilitaciju ovisnika o opojnim sredstvima.

## Vanjske poveznice
- Službena stranica Općine Đurmanec